# Český Krumlov (slott)
Český Krumlov (tjeckiska: Státní hrad a zámek Český Krumlov) är ett slott i Tjeckien, i staden med samma namn.   Det ligger i regionen Södra Böhmen, i den södra delen av landet, 140 km söder om huvudstaden Prag.